# Acer wuyishanicum
Acer wuyishanicum là một loài thực vật có hoa trong họ Bồ hòn. Loài này được W.P.Fang & C.M.Tan mô tả khoa học đầu tiên năm 1979.